# جلوة مزرقة
الجلوة المزرقة (باللاتينية: Atractylis caerulea) نوع نباتي يتبع جنس الجلوة من الفصيلة النجمية.

## الموئل والانتشار
ينتشر في المغرب العربي.